# Калпаков, Саркен
Саркен Калпаков (1901, село Карагайлы, Каркаралинский уезд, Семипалатинская область, Степное генерал-губернаторство, Российская империя — 1984, Каркаралинский район, Карагандинская область, Казахстан) — заведующий молочной фермой колхоза «Жоншилик» Каркаралинского района Карагандинской области, Казахская ССР. Герой Социалистического Труда (1949).

## Биография
Родился в 1901 году в крестьянской семье в селе Карагайлы Каркаралинского уезда.
С раннего возраста трудился в сельском хозяйстве. В начале 1930-х годов вступил во время коллективизации в местный колхоз, где трудился рядовым колхозником. С 1937 года возглавлял животноводческую бригаду.
С 1941 года — заведующий молочной фермой колхоза «Шатыгарыш» Каркаралинского района (с 1948 года — колхоз «Жоншилик», затем — имени Ленина). За выдающиеся трудовые достижения в животноводстве по итогам работы в 1947 году награждён Орденом Ленина. Скотник возглавляемой его фермы Дуйсен Байгулин был удостоен в 1948 году звания Героя Социалистического Труда.
В 1947 году труженики фермы получили в среднем по 1045 грамм среднесуточного привеса на каждую голову крупного рогатого скота от стада в 131 голов. Указом Президиума Верховного Совета СССР от 12 июля 1949 года удостоен звания Героя Социалистического Труда за «получение высокой продуктивности животноводства в 1948 году» с вручением ордена Ленина и золотой медали «Серп и Молот» (№ 4142).
Этим же указом званием Героя Социалистического Труда были награждены председатель колхоза Шакарим Калиев и скотник Жылкыбай Аркарказов.
С 1948 года — председатель исполкома местного сельсовета. С 1950 года продолжил возглавлять молочную ферму колхоза имени Ленина Каркаралинского района (бывший колхоз «Жоншилик»).
В 1956 году вышел на пенсию. Проживал в Каркаралинском районе.
Умер в 1984 году.
Награды
- Герой Социалистического Труда
- Орден Ленина — дважды (15.0.1948; 12.07.1949).